# Никишин, Евгений Прокофьевич
Евге́ний Проко́фьевич Ники́шин (21 мая (3 июня) 1904, Москва — 25 марта 1965, там же) — советский футболист (крайний полузащитник) и футбольный тренер. Заслуженный мастер спорта СССР (1938).

## Биография
Начал играть в 1918 в Москве в клубной команде ОЛЛС.
Играл в следующих клубах:
- ОЛЛС 1921—1922
- ОППВ 1923—1927
- ЦДКА 1928—1938

В чемпионате СССР провёл 36 матчей. Был капитаном команды в 1936 году.
В сборной Москвы — 1925-35, РСФСР — 1925-32. Участник матчей сборной Москвы со сборной клубов Турции в 1931 и 1934.
За сборную СССР сыграл 2 неофициальных матча (1930-32).
Как игрок был хорошо технически подготовлен, владел мягким и точным ударом, отлично играл головой.
На тренерской работе с 1939 года. Работал тренером клубных команд ЦДКА/ЦСКА — 1939-41, 1945, 1948-65.
Главный тренер ЦДКА с мая 1943 по 1944 год. Тренер ЦДКА — 1946-47.
В 1950 году окончил школу тренеров при ГЦОЛИФК.
Председатель тренерского совета Федерации футбола Москвы: 1959-65.

## Достижения

### В качестве игрока
- Чемпион РСФСР: 1927, 1928, 1931 (в составе сборной Москвы).
- Чемпион СССР: 1931, 1932, 1935 (в составе сборной Москвы, провёл 6 игр).
- Серебряный призёр: 1938
- Чемпион Москвы 1935 (осень)
- Чемпион РККА 1938
- В «44-х» и «33-х» (журнал «ФиС») — № 4 (1928) и № 2 (1930).